# Janów (Podlachië)
Janów is een dorp in het Poolse woiwodschap Podlachië, in het district Sokólski. De plaats maakt deel uit van de gemeente Janów.